# Független Baloldal
A Független Baloldal az olasz parlament egyik politikai csoportja volt 1953–92 között, amelyet olyan személyek alapítottak, akiket baloldali pártok, különösen az Olasz Kommunista Párt (PCI) listáján választottak meg, de nem voltak a delegáló párt tagjai, illetve nem vették magukra nézve kötelezőnek annak pártfegyelmét.

## Története
A csoport 1953-ban született, amikor a képviselőházi és szenátusi választások alkalmával az Olasz Kommunista Párt (PCI) sok párton kívüli, a kultúra, a civil társadalom képviselőjét indította listáján. Belőlük Tomaso Smith és Virgilio Nasi szenátorok alakították meg a Baloldali Független Demokraták (Gruppo Democratico Indipendenti di Sinistra) nevű csoportot.
1967–68-tól kezdték használni a Független Baloldal megnevezést egészen a PCI feloszlásáig, azokra a párt által delegált, de párton kívüli jelöltekre, akik akár a katolikus világból (mint Raniero La Valle), vagy az üzleti életből (például Altiero Spinelli, Ferruccio Parri, aki évekig a Szenátus feje volt), vagy a civil társadalomból (pl. Cesare Terranova bíró), vagy a show-bizniszből (pl. Eduardo De Filippo, Gino Paoli) kerültek a párt listájára. A Független Baloldal ebben a meghatározó történelmi időszakban független frakciót alkotott a PCI mellett; a Képviselőházban az 1980-as évekig, míg a Szenátusban 1992-ig működtek.

## A Független Baloldal további ismertebb tagjai
- Gian Mario Albano
- Franco Antonicelli
- Gaetano Arfè
- Giulio Carlo Argan
- Laura Balbo
- Andrea Barbato
- Antonio Cederna
- Ludovico Corrao
- Wladimiro Dorigo
- Giuseppe Fiori
- Mario Gozzini
- Peter Grammatico
- Ettore Masina
- Claudio Napoleoni
- Giorgio Nebbia
- Franca Ongaro
- Adriano Ossicini
- Ferruccio Parri
- Gianfranco Pasquino
- Carla Ravaioli
- Aldo Rizzo
- Stefano Rodotà
- Guido Rossi
- Luigi Spaventa
- Altiero Spinelli
- Giorgio Strehler
- Enzo Tiezzi
- Vincenzo Visco

## Fordítás
Ez a szócikk részben vagy egészben  a   Sinistra Independente című olasz Wikipédia-szócikk ezen változatának fordításán alapul.  Az eredeti cikk szerkesztőit annak laptörténete sorolja fel. Ez a jelzés csupán a megfogalmazás eredetét és a szerzői jogokat jelzi, nem szolgál a cikkben szereplő információk forrásmegjelöléseként.